# San Juan (Intibucá)
San Juan è un comune dell'Honduras facente parte del dipartimento di Intibucá.
Il comune è stato istituito nel 1878.